# ملعب سيلفيو كاتور
ملعب سيلفيو كاتور هو ملعب متعدد الاستخدام يقع في بورت أو برنس عاصمة هايتي . غالبا ما يتم استخدامه لمباريات كرة القدم . يسع الملعب لجلوس 10,500 متفرج . يعتبر الملعب الرسمي الذي يخوض فيه منتخب هايتي مبارياته الدولية . تدمر الملعب جزئيا أثناء الزلزال الذي تعرضت له هايتي في يناير 2010 .